# Смедерево
Смѐдерево (на сръбски: Смедерево или Smederevo), както ѝ Семендрия е град с община в северната част на Централна Сърбия, административен център на Подунавски окръг. Има население 77 808 жители през 2002 г.

## География
Намира се на 45 км от Белград, край устието на левия ръкав на Велика Морава при вливането му в Дунав на десния му бряг (км 1116 от влива на реката в Черно море).

## История
Най-старите обитатели на мястото са трибалите и мизите. Те са покорени от първия римски император Октавиан Август. Между римските селища в този район на Горна Мизия най-известното е Монс Аурелиус (Златно бърдо).
Славянското племе моравяни от българската група се заселва по тези места по времето на византийския император Ираклий.
Градът се споменава за пръв път през IX век, когато заедно с Белград е в границите на Първата българска държава. В актове издадени от византийския император Василий II през XI век, фигурира с името Сфетеремон. От него произлиза сегашното име на града Смедерево, както и унгарския му вариант – Смедрия.
В близост до днешния град е съществувало по-старо селище, споменато през 1019 година като част от Браничевската епархия на Охридската архиепископия.
Смедерево е вторият главен град след Крушевци (нещо като столица, по-скоро престолнина) на Моравското деспотство (наричано по града и Смедеревско деспотство). След смъртта на Стефан Лазаревич унгарците заемат от стратегически съобръжения Белград и деспот Георги Бранкович си избира мястото поради стратегическото му местоположение (на Дунава с възможност за бързо прехвърляне на отсрещния банатски бряг) за нова престолнина.
През XV век, преди османското завоевание, Смедерево се превръща в главен град на Смедеревското деспотство по време на Бранковичите, свидетелство за което е и старинният градски център, застроен между 1427 и 1459 г. /който е добре запазен/. Градът е подигнат от Георги Бранкович през 1430, който получава разрешение от Мурад II да изгради нова крепост на Дунава.
На мястото, където река Езава се влива в Дунава, по това време е издигната една от най-големите дунавски и европейски крепости за времето си – Смедеревската крепост (по образец на Константинопол). Една от страните на триъгълната крепост е дълга 550 метра. По-малката ѝ част, т.нар. Малък град или Воден град, е завършен в 1430 г. от препатилия в борбите срещу османските турци деспот Георги (на сръбски: Джордже) Бранкович и жена му, известна като „проклетата Ирина“ (Ирина Бранкович). Годините на строежа, 1428 – 1430, са изписани на върха на кулата с кръста, с тухли в каменната фасада. Това е единственият в Сърбия надпис, датиращ строеж от Средновековието. Строежа на крепостта е реализиран под ръководството на Георги Кантакузин, брат на Ирина. Голямата кула е изградена в 1438 г. На 29 август 1438 г. султан Мурад II превзема крепостта след тримесечна обсада. В съглашение с Кралство Унгария тя е върната на деспот Георги в 1444 г., преди злополучния кръстоносен поход под предводителството на Ян Хунияди и Владислав Варненчик за освобождение на България и спасение на Константинопол, завършил безславно с битката при Варна. По това време крепостта е окончателно довършена. През 1453 – 1456 г. е обсаждана и обстрелвана многократно от Мехмед II Завоевателя. Османците я овладяват през 1459 г. (бележеща края на Смедеревското деспотство), а през 1480 г. я оборудват с топове. По-късно австрийците повреждат част от крепостта, обстрелвайки я с оръдия.
Корабите по Дунава минават край стените на Смедеревска крепост. Тя е изградена във византийски стил. Има форма на неправилен триъгълник, увенчан с 25 кули. Феодалният град върти оживена търговия със собствени кораби с дубровнишката търговска колония.
По време на Първото сръбско въстание, Смедерево е първият свободен град. През 1805 г. под историческата черница Караджордже Петрович поема символично ключовете на града от тогавашния османски управител Дизгар Мохамед Гуша. Окончателното освобождаване на Смедеревската крепост от турския ѝ гарнизон става през 1867 година по времето на Втората българска легия.
Много бойни действия са се вихрили край средновековната крепост, но тя остава невредима до 5 юли 1941 г., когато страшна експлозия на муниции на Вермахта в намиращата се на гарата влакова композиция разрушава стените ѝ откъм страната на коловозите на железопътната гара. От експлозията загиват над 4000 души, сред които много ученици и младежи, отиващи по домовете си след завършване на учебната година – близо една трета от населението на града по това време става жертва на експлозията.
В края на Втората световна война (есента на 1944), Смередево е бомбардиран от англо-американски самолети (т.нар. въздушни крепости), при които крепостта отново е засегната, този път от бомбардировките на съюзниците.

## Икономика
Смедерево е един от главните промишлени центрове на Сърбия. Тук се намира най-крупният в Сърбия стоманодобивен завод „SARTID“, както и голямо товарно пристанище на река Дунав.
На мястото на малката железарна „Металац“, открита през 1929 г., израства по югославско време големият металургичен комбинат „Йосип Броз Тито“. Комбинатът получава руда по воден път с евтин транспорт „изпивайки“ толкова вода от Дунава, колкото е дебитът на река Ибър.
Винарското предприятие „Гондоман“ е основано през 1909 г. Смедеревските вина и луканки имат широка известност.
Вагонният завод „Сръбски герой“ има капацитет 400 вагона годишно.
В града има печатница и редица други по-малки предприятия – за електрически печки, хранителни продукти и др.

## Транспорт
Смедерево е четвъртото по значение сръбско пристанище по товарооборот след Белград, Нови сад и Прахово.
На 500 метра от тръбопроводен мост на км 1112 по течението на Дунава е новият шосеен мост, който се счита за най-дългия на река Дунав – 1435 метра.

## Културни забележителности
За миналото на града има свидетелства в градския музей. Друга забележителност е семейната гробница на деспот Георги Бранкович.
Всяка година през втората половина на септември, тук се организира фестивал под името „Смедеревска есен“. Тогава най-добре може да се оцени богатството на града и този поморавски край.

## Побратимени градове
- Волос, Гърция